# Rot fermentierter Reis

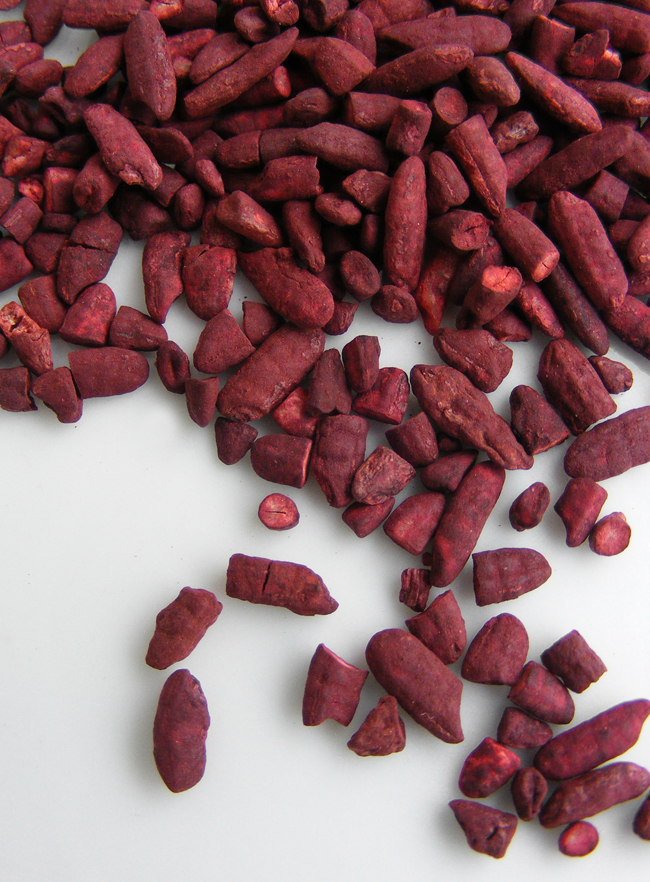
Rot fermentierter Reis

Rot fermentierter Reis (auch Rotschimmelreis, chinesisch 紅麴米 / 红曲米, Pinyin hóngqūmǐ, englisch red yeast rice, kurz 紅麴 / 红曲,  hóngqū, regional Angkak) ist eine traditionelle chinesische Zubereitung aus gekochtem, weißem Reis. Sie entsteht durch Fermentation mit dem Purpurmönchspilz (Monascus purpureus), einem Schimmelpilz. Bei der Fermentation bilden sich zahlreiche Substanzen, von denen einige die intensive, namengebende Rotfärbung hervorrufen. Getrocknet und gemahlen ist er als rotes Reismehl bekannt.
Rot fermentierter Reis ist nicht zu verwechseln mit roten oder rotschaligen Reissorten.
Rot fermentierter Reis wird in Ostasien seit langem als Geschmack- und Farbgeber für Lebensmittel verwendet, darüber hinaus auch als Heilmittel zur Förderung der Verdauung und Durchblutung. Als Pulver verarbeitet dient er zum Färben von Fleisch und Fleischgerichten wie Pekingente, wobei er auch konservierend wirken soll. In jüngerer Zeit werden Rotschimmelreis-Präparate aufgrund der ihnen zugeschriebenen positiven gesundheitlichen Wirkungen auch als Nahrungsergänzungsmittel in westlichen Ländern verwendet. Auf dem chinesischen Markt werden diese industriell hergestellte Präparate beispielsweise unter den Produktnamen „Zibituo“ (脂必妥,  Zhībìtuǒ) oder „Xuezhikang“ (血脂康,  Xuèzhīkāng) vertrieben.

## Verwendung und Wirkung
Spätestens im 16. Jahrhundert fanden Reis und Reismehl als Heilmittel Eingang in die traditionelle chinesische Medizin zur Behandlung von Herzbeschwerden (Li Shizhen: Buch der Heilenden Kräuter). Nach chinesischen Studien seit den 1990er Jahren soll rotes Reismehl wirksam bei erhöhten Blutfettwerten sein und auch bei Bluthochdruck und Typ-2-Diabetes indirekt positive Effekte zeigen.

### Inhaltsstoffe
Verursacht werden lipidsenkende Effekte vor allem durch die im rot fermentierten Reis vorhandenen Monacoline, indem sie ein Enzym in der Leber hemmen, das für die körpereigene Herstellung von Cholesterin notwendig ist. Ein Vertreter, das Monacolin K, ist identisch mit dem seit 1987 als Arzneistoff zur Behandlung erhöhter Cholesterinwerte verwendeten Lovastatin.
Weiterhin enthält Rotschimmelreis verschiedene rote, orange-rote und gelbe Pigmente, das Schimmelpilzgift Citrinin und weitere Verbindungen aus dem Sekundärstoffwechsel von Monascus ssp. (beispielsweise Monakarine, Monascopyrdine, Monascodilon, Ankalakton und γ-Aminobuttersäure).

### Gesundheitsbezogene Angaben
Gesundheitsbezogene Angaben („health claims“) in der Kennzeichnung von Lebensmitteln, einschließlich Nahrungsergänzungsmitteln, sind nur zulässig, wenn sie das Bewertungsverfahren der Europäischen Behörde für Lebensmittelsicherheit (EFSA) durchlaufen haben und durch die Health-Claims-Verordnung zugelassen sind. Für Rotschimmelreis war bis 19. August 2024 folgende Angabe erlaubt: „Monacolin K aus Rotschimmelreis trägt zur Aufrechterhaltung eines normalen Cholesterinspiegels im Blut bei.“ Als Bedingungen für die Verwendung der Angabe galt: „Die Angabe darf nur für Lebensmittel verwendet werden, deren Verzehr eine tägliche Aufnahme von 10 mg Monacolin K aus Rotschimmelreis gewährleistet. Damit die Angabe zulässig ist, sind die Verbraucher darüber zu unterrichten, dass sich die positive Wirkung bei einer täglichen Aufnahme von 10 mg Monacolin K aus Rotschimmelreiszubereitungen einstellt.“ Aufgrund von Sicherheitsbedenken wurde die Zulassung der gesundheitsbezogenen Aussage revidiert.

## Produktabgrenzungsproblematik
Wegen der pharmakologischen Wirkung des Monacolin K besteht teilweise die Auffassung, dass Nahrungsergänzungsmittel aus Rotschimmelreis als Arzneimittel anzusehen seien. In den USA stufte 2000 die Food and Drug Administration das als Nahrungsergänzungsmittel vertriebene Rotschimmelreispräparat „Cholestin“ als Arzneimittel ein. In Deutschland hatten 2002 die Überwachungsbehörden einem Präparat namens „Red Rice-Kapseln“ eine Verkehrsfähigkeit als Nahrungsergänzungsmittel abgesprochen und das Inverkehrbringen untersagt. 2006 hatte das niedersächsische Oberverwaltungsgericht mit einem entsprechenden Urteil bestätigt, dass das Mittel als zulassungspflichtiges Arzneimittel anzusehen sei. Drei Jahre später kam der EuGH zu einer anderen Auffassung, nämlich dass es sich bei den „Red Rice-Kapseln“ nicht um ein Arzneimittel handele.
Die Abgrenzungsproblematik ist weiterhin aktuell. Das deutsche Bundesinstitut für Arzneimittel und Medizinprodukte (BfArM) warnte im Februar 2016 erneut vor Nahrungsergänzungsmitteln aus rot fermentiertem Reis, da „Produkte ab einer Tagesdosis von 5 mg Monakolin K als Arzneimittel einzustufen“ seien. Bei dieser Beurteilung spielten die möglichen pharmakologischen Wirkungen und mögliche Gesundheitsrisiken von Monacolin K und anderen Inhaltsstoffen eine Rolle. Die Europäische Behörde für Lebensmittelsicherheit (EFSA) kam im Jahr 2018 in einer Sicherheitsbewertung von Monakolin K in Rotschimmelreis zu dem Schluss, dass für die Substanz keine sichere Tagesverzehrsmenge in Nahrungsergänzungsmitteln festgelegt werden könne. Das Bundesinstitut für Risikobewertung (BfR) schließt sich dieser Einschätzung an und empfiehlt, Nahrungsergänzungsmittel mit Rotschimmelreis nicht zu verzehren. Würden sie trotzdem eingenommen, sollte dies nur nach ärztlicher Rücksprache und Kontrolle erfolgen. Auch in Österreich kommt eine Publikation unter Beteiligung der österreichischen Arzneimittelbehörde zu einem ähnlichen Schluss.
Die Einstufung eines Produktes als Nahrungsergänzungsmittel oder Arzneimittel erfolgt unabhängig davon, ob ein „health claim“ genehmigt wurde oder nicht. Die Einstufung ist bedeutsam vor dem Hintergrund, dass Arznei- und Lebensmittel jeweils unter ein anderes Recht fallen.
In der Schweiz sind Rotschimmelreispräparate nicht verkehrsfähig.
Monacolin K wird unter dem Namen Lovastatin als Arzneistoff therapeutisch in Dosen von 10 mg bis 80 mg täglich eingesetzt, die Präparate sind verschreibungspflichtig.